# Baraboi
Baraboi – wieś i gmina w rejonie Dondușeni, w północnej Mołdawii. Według danych na rok 2004 gmina liczyła 3354 mieszkańców, a gęstość zaludnienia wyniosła 66,28 os./km².

## Demografia
Struktura płci:
| Płeć                         | Mężczyźni | Kobiety |
| ---------------------------- | --------- | ------- |
| Liczba osób w danej płci     | 1579      | 1775    |
| Liczba osób w danej płci w % | 47,08%    | 52,92%  |

## Klimat
Średnia temperatura wynosi 9 °C. Najcieplejszym miesiącem jest lipiec (23 °C), a najzimniejszym styczeń (– 8 °C). Średnie opady wynoszą 847 milimetrów rocznie. Najbardziej wilgotnym miesiącem jest maj (108 milimetrów opadów), a najbardziej suchym jest październik (43 milimetry opadów).